# Lanchy
Lanchy ist eine französische Gemeinde mit 38 Einwohnern (Stand 1. Januar 2022) im Département Aisne in der Region Hauts-de-France (vor 2016 Picardie). Sie gehört zum Arrondissement Saint-Quentin, zum Kanton Saint-Quentin-1 und zum Gemeindeverband Pays du Vermandois.

## Geografie
Die Gemeinde Lanchy liegt an der Grenze zum Département Somme, 17 Kilometer westlich von Saint-Quentin. Am Nordrand der Gemeinde Lanchy verläuft die Autoroute A29. Nachbargemeinden von Lanchy sind Tertry im Norden, Beauvois-en-Vermandois im Osten, Ugny-l’Équipée im Süden, Quivières im Westen sowie Monchy-Lagache im Nordwesten.

## Bevölkerungsentwicklung
| Jahr                       | 1962 | 1968 | 1975 | 1982 | 1990 | 1999 | 2006 | 2015 | 2022 |
| Einwohner                  | 66   | 68   | 60   | 53   | 54   | 63   | 57   | 40   | 38   |
| Quellen: Cassini und INSEE |      |      |      |      |      |      |      |      |      |

## Sehenswürdigkeiten

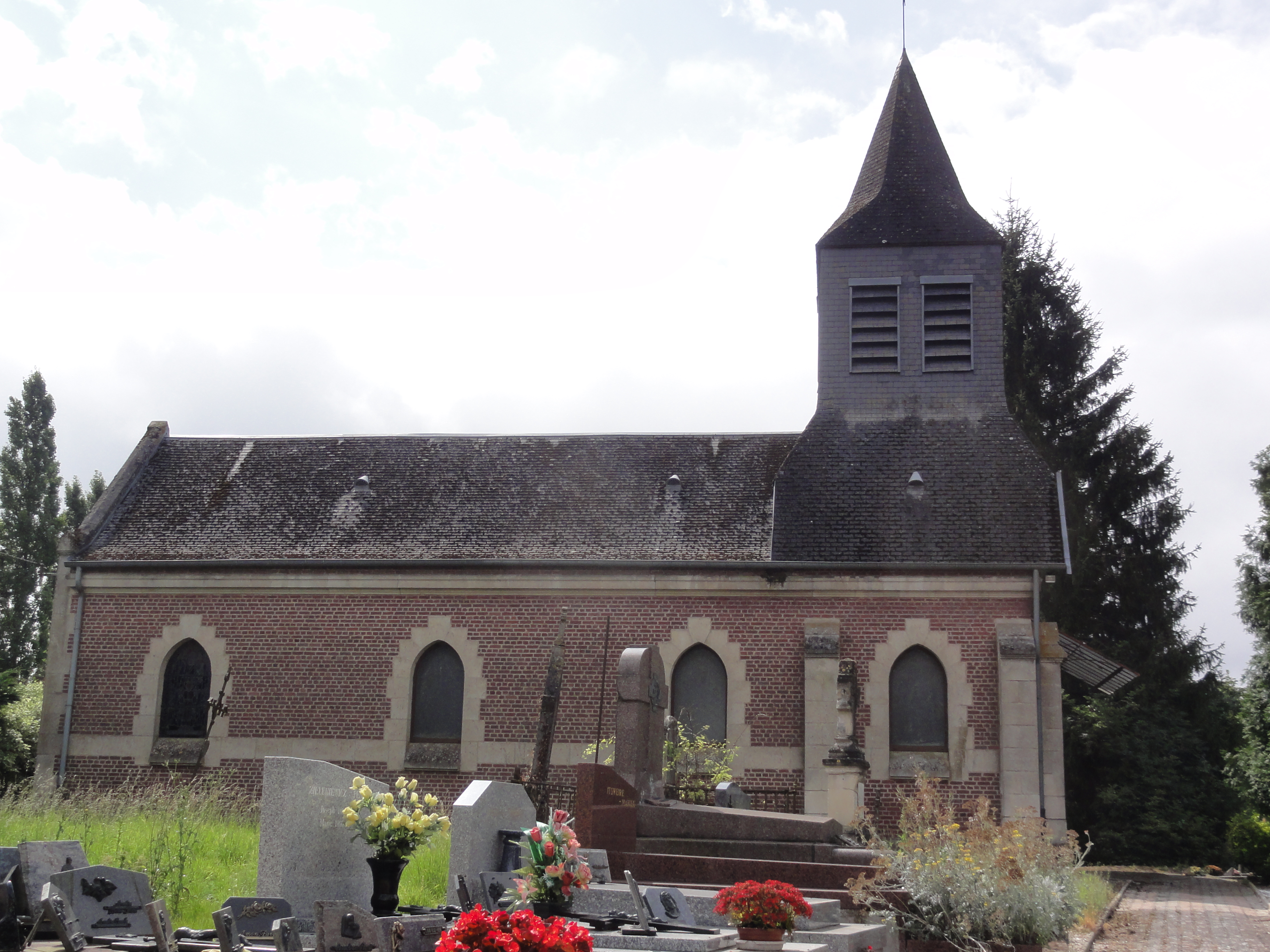
Kirche Saint-Médard

- Kirche Saint-Médard